# 가우스 함수
수학에서, 가우스 함수(-函數, 영어: Gaussian function)는 다음과 같은 형태의 함수이다.{\displaystyle f(x)=a\exp \left(-{\frac {(x-b)^{2}}{2c^{2}}}\right)}여기서 a, b, c는 실수인 상수이고 c는 0이 아니다. 이 함수는 카를 프리드리히 가우스의 이름을 따서 명명되었다. 가우스 함수의 그래프는 좌우대칭의 종 모양의 곡선으로 +/-의 극한을 향하면서는 급격히 감소하는 특성을 가진다. 매개변수 a는 곡선의 꼭대기 높이가 되며, b는 꼭대기의 중심의 위치가 된다. c는 표준 편차로서 "종"의 너비를 결정한다.
가우스 함수는 기댓값이 μ = b이고 분산이 σ2 = c2인 정규 분포의 확률 밀도 함수를 나타낼 때 주로 사용된다. 이 경우 가우스 함수는{\displaystyle g(x)={\frac {1}{\sigma {\sqrt {2\pi }}}}\exp \left(-{\frac {1}{2}}{\frac {(x-\mu )^{2}}{\sigma ^{2}}}\right)}와 같은 형태가 된다.
가우스 함수는 통계학에서의 정규 분포나 신호 처리, 이미지 처리, 열 방정식의 해 등 여러 경우에 사용된다.

## 성질
이차 함수와 지수 함수를 합성한 함수
{\displaystyle f(x)=\exp(\alpha x^{2}+\beta x+\gamma ),}
는 가우스 함수이다. 여기서 {\displaystyle \alpha =-1/2c^{2}}, {\displaystyle \beta =b/c^{2}}, {\displaystyle \gamma =\ln a-(b^{2}/2c^{2})}이다. 따라서 가우스 함수는 로그를 취했을 때 아래로 볼록인 이차함수가 되는 함수이다.
매개변수 c는 함수의 반치전폭(FWHM)을 결정하며 {\displaystyle {\text{FWHM}}=2{\sqrt {2\ln 2}}\,c\approx 2.35482\,c}이다. 반치전폭 w가 주어졌을 때 가우스 함수는
{\displaystyle f(x)=ae^{-4(\ln 2)(x-b)^{2}/w^{2}}}
로 나타낼 수 있다. 함수의 최댓값의 1/10이 되는 두 독립변수들의 차이인 FWTM은 다음과 같다. {\displaystyle {\text{FWTM}}=2{\sqrt {2\ln 10}}\,c\approx 4.29193\,c}
한편 가우스 함수는 x = b ± c에서 두 변곡점을 가진다. 또 가우스 함수는 해석 함수이며, x → ∞일 때 극한은 0으로 수렴한다.
가우스 함수는 초등함수이지만 그 부정적분은 초등함수로 나타내는 것이 불가능하며, 가우스 함수의 적분을 오차 함수라고 한다. 실직선 전체에서 가우스 함수의 이상 적분의 값은 아래와 같이 계산된다.
{\displaystyle \int _{-\infty }^{\infty }e^{-x^{2}}\,dx={\sqrt {\pi }}}
일반적인 경우에 대해서는 아래와 같다.
{\displaystyle \int _{-\infty }^{\infty }ae^{-(x-b)^{2}/(2c^{2})}\,dx=ac\cdot {\sqrt {2\pi }}}

기댓값이 μ이고 분산이 σ2인 정규화된 가우스 함수 곡선. 각 매개변수는, b = μ, c = σ이다.

{\textstyle a={\tfrac {1}{c{\sqrt {2\pi }}}}}일 때 가우스 함수의 이상 적분 값은 1이 된다. 이 경우 가우스 함수는 기댓값이 μ = b이고 분산이 σ2 = c2인 정규 분포의 확률 밀도 함수가 되며, 식은 아래와 같다.
{\displaystyle g(x)={\frac {1}{\sigma {\sqrt {2\pi }}}}\exp \left({\frac {-(x-\mu )^{2}}{2\sigma ^{2}}}\right).}
위의 그래프에는 각 μ, σ2에 대해 정규화된 가우스 함수가 나타나 있다.
두 가우스 함수의 곱은 가우스 함수이고, 두 가우스 함수의 합성곱도 여전히 가우스 함수이다. 이때 분산은 기존의 두 가우스 함수의 분산의 합과 같다. 반면 두 정규분포 가우스 함수의 곱은 일반적으로 정규분포 가우스 함수가 되지 않는다.

## 같이 보기
- 정규 분포
- 가우스 적분